# さいたま市立野田小学校
さいたま市立野田小学校（さいたましりつ のだしょうがっこう）は、埼玉県さいたま市緑区にある公立小学校。さいたま市立高砂小学校などに次いで創立が早い。

## 規模
- 2014年度 - 児童数159人6学級。

## 沿革
- 1873年（明治6年）3月3日 - 代山村の興福寺を仮校舎として、代山学校を創設。代山村、中野田村、南部領辻、上野田村、寺山村、高畑村の児童が通う。
- 1892年（明治25年）8月20日 - 野田尋常小学校と改称。
- 1906年（明治39年）4月23日 - 野田尋常高等小学校と改称。
- 1941年（昭和16年）4月1日 - 野田国民学校と改称。
- 1947年（昭和22年）4月1日 - 野田村立野田小学校と改称。
- 1956年（昭和31年）4月1日 - 三村（野田、大門、戸塚）が合併し美園村が成立、美園村立野田小学校と改称。
- 1961年（昭和36年）7月20日 - 代山校舎より上野田校舎（現在地）に移転。
- 1962年（昭和37年）5月1日 - 浦和市に合併し、浦和市立野田小学校と改称。
- 1984年（昭和59年）8月10日 - 新校舎完成。
- 2001年（平成13年）5月1日 - さいたま市誕生により、さいたま市立野田小学校に改称。

## 交通
- 埼玉高速鉄道 浦和美園駅から徒歩35分。